# Японія на зимових Олімпійських іграх 2022
Японія взяла участь у зимових Олімпійських іграх 2022 року, що тривали з 4 до 20 лютого 2022 року в Пекіні, Китай.
Акіто Ватабе і Аріса Го несли прапор своєї країни на церемонії відкриття. Нести прапор на церемонії закриття також доручили Го.

## Медалісти
Список японських спортсменів, що на Іграх здобули медалі.
| Медаль | Ім'я | Вид спорту          | Дисципліна                               | Дата      |
| ------ | --- | ------------------- | ---------------------------------------- | --------- |
| Золото | Рьою Кобаясі                                                                                            | Стрибки з трампліна | Нормальний трамплін (чоловіки)           | 6 лютого  |
| Золото | Аюму Хірано                                                                                             | Сноубординг         | Хафпайп (чоловіки)                       | 11 лютого |
| Золото | Міхо Такаґі                                                                                             | Ковзанярський спорт | 1000 метрів (жінки)                      | 17 лютого |
| Срібло | Міхо Такаґі                                                                                             | Ковзанярський спорт | 1500 метрів (жінки)                      | 7 лютого  |
| Срібло | Юма Каґіяма                                                                                             | Фігурне катання     | Одиночні змагання (чоловіки)             | 10 лютого |
| Срібло | Рьою Кобаясі                                                                                            | Стрибки з трампліна | Великий трамплін (чоловіки)              | 12 лютого |
| Срібло | Міхо Такаґі                                                                                             | Ковзанярський спорт | 500 метрів (жінки)                       | 13 лютого |
| Срібло | Аяно Сато Міхо Такаґі Нана Такаґі                                                                       | Ковзанярський спорт | Командні перегони переслідування (жінки) | 15 лютого |
| Срібло | Сацукі Фудзісава Тінамі Йосіда Юмі Судзукі Юріка Йрсіда Ісідзакі Котомі                                 | Керлінг             | Жіночий турнір                           | 20 лютого |
| Бронза | Хорісіма Ікума                                                                                          | Фристайл            | Могул (чоловіки)                         | 5 лютого  |
| Бронза | Сьома Уно Юма Каґіяма Вакаба Хігучі Каорі Сакамото Ріку Міура Рюїті Кіхара Комацубара Місато Тім Колето | Фігурне катання     | Змішані команди                          | 7 лютого  |
| Бронза | Томіта Сена                                                                                             | Сноубординг         | Хафпайп (жінки)                          | 10 лютого |
| Бронза | Сьома Уно                                                                                               | Фігурне катання     | Одиночні змагання (чоловіки)             | 10 лютого |
| Бронза | Ватару Морісіґе                                                                                         | Ковзанярський спорт | 500 метрів (чоловіки)                    | 12 лютого |
| Бронза | Мурасе Кокомо                                                                                           | Сноубординг         | Біг-ейр (жінки)                          | 14 лютого |
| Бронза | Ватабе Акіто                                                                                            | Лижне двоборство    | Індивідуальний великий трамплін/10 км    | 15 лютого |
| Бронза | Ватабе Акіто Ватабе Йосіто Наґаї Хідеакі Ямамото Рьота                                                  | Лижне двоборство    | командний великий трамплін/4×5 км        | 17 лютого |
| Бронза | Каорі Сакамото                                                                                          | Фігурне катання     | Одиночні змагання (жінки)                | 17 лютого |

| Медалі за видами спорту | Медалі за видами спорту | Медалі за видами спорту | Медалі за видами спорту | Медалі за видами спорту |
| ----------------------- | ----------------------- | ----------------------- | ----------------------- | ----------------------- |
| Вид спорту              | 1                       | 2                       | 3                       | Загалом                 |
| Ковзанярський спорт     | 1                       | 3                       | 1                       | 5                       |
| Стрибки з трампліна     | 1                       | 1                       | 0                       | 2                       |
| Сноубординг             | 1                       | 0                       | 2                       | 3                       |
| Фігурне катання         | 0                       | 1                       | 3                       | 4                       |
| Керлінг                 | 0                       | 1                       | 0                       | 1                       |
| Лижне двоборство        | 0                       | 0                       | 2                       | 2                       |
| Фристайл                | 0                       | 0                       | 1                       | 1                       |
| Загалом                 | 3                       | 6                       | 9                       | 18                      |

## Спортсмени
Кількість спортсменів, що взяли участь в Іграх, за видами спорту.
| Вид спорту          | Чоловіки | Жінки | Загалом |
| ------------------- | -------- | ----- | ------- |
| Гірськолижний спорт | 1        | 2     | 3       |
| Біатлон             | 2        | 4     | 6       |
| Лижні перегони      | 4        | 4     | 8       |
| Керлінг             | 0        | 5     | 5       |
| Фігурне катання     | 5        | 5     | 10      |
| Фристайл            | 6        | 6     | 12      |
| Хокей               | 0        | 23    | 23      |
| Санний спорт        | 1        | 0     | 1       |
| Лижне двоборство    | 5        | 0     | 5       |
| Шорт-трек           | 4        | 3     | 7       |
| Ковзанярський спорт | 7        | 8     | 15      |
| Стрибки з трампліна | 5        | 4     | 9       |
| Сноубординг         | 9        | 11    | 20      |
| Загалом             | 49       | 75    | 124     |

## Гірськолижний спорт
| Спортсмен         | Дисципліна                 | 1-й спуск | 1-й спуск | 2-й спуск    | 2-й спуск    | Сума         | Сума         |
| Спортсмен         | Дисципліна                 | Час       | Місце     | Час          | Місце        | Час          | Місце        |
| ----------------- | -------------------------- | --------- | --------- | ------------ | ------------ | ------------ | ------------ |
| Йохей Кояма       | Слалом (чоловіки)          | НФ        | НФ        | Не потрапив  | Не потрапив  | Не потрапив  | Не потрапив  |
| Аса Андо          | Слалом (жінки)             | НФ        | НФ        | Не потрапила | Не потрапила | Не потрапила | Не потрапила |
| Аса Андо          | Гігантський слалом (жінки) | 1:01.43   | 29        | 59.56        | 23           | 2:00.99      | 24           |
| Сакурако Мукоґава | Слалом (жінки)             | 56.09     | 36        | 56.64        | 37           | 1:52.73      | 35           |
| Сакурако Мукоґава | Гігантський слалом (жінки) | 1:03.39   | 36        | 1:03.38      | 33           | 2:06.77      | 31           |

## Біатлон
| Спортсменка                                           | Дисципліна                         | Час     | Хиби        | Місце |
| ----------------------------------------------------- | ---------------------------------- | ------- | ----------- | ----- |
| Косуке Одзакі                                         | Спринт (чоловіки)                  | 26:24.1 | 0 (0+0)     | 44    |
| Косуке Одзакі                                         | Індивідуальні перегони (чоловіки)  | 58:37.9 | 6 (1+0+4+1) | 82    |
| Косуке Одзакі                                         | Перегони переслідування (чоловіки) | 46:56.6 | 4 (0+2+0+2) | 51    |
| Цукаса Кобонокі                                       | Спринт (чоловіки)                  | 26:17.8 | 1 (0+1)     | 41    |
| Цукаса Кобонокі                                       | Індивідуальні перегони (чоловіки)  | 54:16.6 | 3 (1+0+1+1) | 44    |
| Цукаса Кобонокі                                       | Перегони переслідування (чоловіки) | 46:16.0 | 5 (1+1+2+1) | 46    |
| Асука Хатісука                                        | Спринт (жінки)                     | 26:06.7 | 4 (4+0)     | 87    |
| Асука Хатісука                                        | Індивідуальні перегони (жінки)     | 51:58.0 | 4 (0+1+0+3) | 65    |
| Фуюко Татідзакі                                       | Спринт (жінки)                     | 23:10.8 | 1 (0+1)     | 39    |
| Фуюко Татідзакі                                       | Перегони переслідування (жінки)    | 40:27.8 | 3 (0+1+1+1) | 42    |
| Фуюко Татідзакі                                       | Індивідуальні перегони (жінки)     | 48:17.5 | 3 (1+1+0+1) | 27    |
| Сарі Фуруя                                            | Спринт (жінки)                     | 23:58.9 | 3 (1+2)     | 67    |
| Сарі Фуруя                                            | Індивідуальні перегони (жінки)     | 52:45.0 | 7 (2+1+0+4) | 74    |
| Юріе Танака                                           | Спринт (жінки)                     | 24:21.5 | 1 (0+1)     | 74    |
| Юріе Танака                                           | Індивідуальні перегони (жінки)     | 52:26.3 | 4 (2+1+0+1) | 71    |
| Асука Хатісука Фуюко Татідзакі Сарі Фуруя Юріе Танака | Естафета (жінки)                   | КОЛО    | КОЛО        | 17    |

Змішані
| Спортсмени                                               | Дисципліна | Час  | Хиби      | Місце |
| -------------------------------------------------------- | ---------- | ---- | --------- | ----- |
| Косуке Одзакі Цукаса Кобонокі Фуюко Татідзакі Сарі Фуруя | Естафета   | КОЛО | 14 (3+11) | 18    |

## Лижні перегони
Від Японії на Ігри кваліфікувалися чотири лижники і чотири лижниці.
Чоловіки
| Спортсмен                                             | Дисципліна                        | Класичний стиль | Класичний стиль | Вільний стиль | Вільний стиль | Фінал     | Фінал       | Фінал |
| Спортсмен                                             | Дисципліна                        | Час             | Місце           | Час           | Місце         | Час       | Відставання | Місце |
| ----------------------------------------------------- | --------------------------------- | --------------- | --------------- | ------------- | ------------- | --------- | ----------- | ----- |
| Рьо Хіросе                                            | 15 км класичним стилем (чоловіки) | Н/Д             | Н/Д             | Н/Д           | Н/Д           | 41:30.5   | +3:35.7     | 43    |
| Хіроюкі Міядзава                                      | 15 км класичним стилем (чоловіки) | Н/Д             | Н/Д             | Н/Д           | Н/Д           | 43:47.5   | +5:52.7     | 67    |
| Наото Баба                                            | 30 км скіатлон                    | 43:13.8         | 44              | 40:52.4       | 31            | 1:24:43.9 | +8:34.1     | 35    |
| Рьо Хіросе                                            | 30 км скіатлон                    | 43:04.4         | 43              | 41:41.1       | 40            | 1:25:17.7 | +9:07.9     | 41    |
| Харукі Ямасіта                                        | 30 км скіатлон                    | 45:06.0         | 57              | КОЛО          | КОЛО          | КОЛО      | КОЛО        | 53    |
| Наото Баба                                            | 50 км вільним стилем              | Н/Д             | Н/Д             | Н/Д           | Н/Д           | 1:14:52.7 | +3:20.0     | 24    |
| Рьо Хіросе Хіроюкі Міядзава Наото Баба Харукі Ямасіта | Естафета 4×10 км                  | Н/Д             | Н/Д             | Н/Д           | Н/Д           | 2:03:01.5 | +8:10.8     | 10    |

Жінки
| Спортсменка                                       | Дисципліна             | Класичний стиль | Класичний стиль | Вільний стиль | Вільний стиль | Загалом   | Загалом     | Загалом |
| Спортсменка                                       | Дисципліна             | Час             | Місце           | Час           | Місце         | Час       | Відставання | Місце   |
| ------------------------------------------------- | ---------------------- | --------------- | --------------- | ------------- | ------------- | --------- | ----------- | ------- |
| Масако Ісіда                                      | 10 км класичним стилем | Н/Д             | 30:50.6         | +2:44.3       | 27            |           |             |         |
| Тіка Кобаясі                                      | 10 км класичним стилем | Н/Д             | 32:10.0         | +4:03.7       | 54            |           |             |         |
| Масае Цутія                                       | 10 км класичним стилем | Н/Д             | 31:41.5         | +3:35.2       | 46            |           |             |         |
| Масако Ісіда                                      | 15 км скіатлон         | 24:26.3         | 28              | 23:41.1       | 35            | 48:44.7   | +4:31.0     | 27      |
| Тіка Кобаясі                                      | 15 км скіатлон         | 25:52.5         | 49              | 24:21.9       | 46            | 50:55.4   | +6:41.7     | 50      |
| Масае Цутія                                       | 15 км скіатлон         | 24:39.0         | 33              | 23:56.6       | 37            | 49:13.6   | +4:59.9     | 35      |
| Мікі Кодама                                       | 15 км скіатлон         | 26:17.4         | 52              | 24:45.0       | 53            | 51:48.3   | +7:34.6     | 52      |
| Масако Ісіда                                      | 30 км вільним стилем   | Н/Д             | Н/Д             | Н/Д           | Н/Д           | 1:32:06.3 | +7:12.3     | 26      |
| Масае Цутія                                       | 30 км вільним стилем   | Н/Д             | Н/Д             | Н/Д           | Н/Д           | 1:34:47.6 | +9:53.6     | 36      |
| Мікі Кодама                                       | 30 км вільним стилем   | Н/Д             | Н/Д             | Н/Д           | Н/Д           | 1:39:53.8 | +14:59.8    | 50      |
| Тіка Кобаясі                                      | 30 км вільним стилем   | Н/Д             | Н/Д             | Н/Д           | Н/Д           | 1:43:33.1 | +18:39.1    | 55      |
| Масако Ісіда Масае Цутія Тіка Кобаясі Мікі Кодама | естафета 4×5 км        | Н/Д             | Н/Д             | Н/Д           | Н/Д           | 58:40.6   | +4:59.6     | 11      |

Спринт
| Спортсмен        | Дисципліна | Кваліфікація | Кваліфікація | Чвертьфінал | Чвертьфінал | Півфінал    | Півфінал    | Фінал       | Фінал       |
| Спортсмен        | Дисципліна | Час          | Місце        | Час         | Місце       | Час         | Місце       | Час         | Місце       |
| ---------------- | ---------- | ------------ | ------------ | ----------- | ----------- | ----------- | ----------- | ----------- | ----------- |
| Хіроюкі Міядзава | Чоловіки   | 2:54.64      | 32           | Не потрапив | Не потрапив | Не потрапив | Не потрапив | Не потрапив | Не потрапив |
| Харукі Ямасіта   | Чоловіки   | 3:02.60      | 57           | Не потрапив | Не потрапив | Не потрапив | Не потрапив | Не потрапив | Не потрапив |

## Керлінг
Підсумок
| Збірна                                                                  | Дисципліна     | Груповий етап      | Груповий етап      | Груповий етап     | Груповий етап                       | Груповий етап      | Груповий етап               | Груповий етап                | Груповий етап    | Груповий етап         | Груповий етап | Півфінал              | Фінал                        | Фінал |
| Збірна                                                                  | Дисципліна     | Суперник Рахунок   | Суперник Рахунок   | Суперник Рахунок  | Суперник Рахунок                    | Суперник Рахунок   | Суперник Рахунок            | Суперник Рахунок             | Суперник Рахунок | Суперник Рахунок      | Місце         | Суперник Рахунок      | Суперник Рахунок             | Місце |
| ----------------------------------------------------------------------- | -------------- | ------------------ | ------------------ | ----------------- | ----------------------------------- | ------------------ | --------------------------- | ---------------------------- | ---------------- | --------------------- | ------------- | --------------------- | ---------------------------- | ----- |
| Сацукі Фудзісава Тінамі Йосіда Юмі Судзукі Юріка Йрсіда Ісідзакі Котомі | Жіночий турнір | Швеція (SWE) L 5–8 | Канада (CAN) W 8–5 | Данія (DEN) W 8–7 | Олімпійський комітет Росії · W 10–5 | Китай (CHN) W 10–2 | Південна Корея (KOR) L 5–10 | Велика Британія (GBR) L 4–10 | США (USA) W 10–7 | Швейцарія (SUI) L 4–8 | 4 Q           | Швейцарія (SUI) W 8–6 | Велика Британія (GBR) L 3–10 | 2     |

### Жіночий турнір
Жіноча збірна Японії (п'ять спортсменок) кваліфікувалася на Ігри завдяки тому, що посіла 2-ге місце на Олімпійських кваліфікаційних змаганнях 2021 року. Команда Сацукі Фудзісави здобула право представляти свою країну, вигравши Японський відбірковий турнір з керлінгу.
Після 12-ї сесії
| Легенда | Легенда             |
| ------- | ------------------- |
|         | Потрапили до плейоф |

| Країна                     | Скіп               | В | П | В–П | КЗ | КП | ВЕ | ПЕ | ОЕ | ВЕ | ККД   | DSC   |
| -------------------------- | ------------------ | - | - | --- | -- | -- | -- | -- | -- | -- | ----- | ----- |
| Швейцарія                  | Сільвана Тірінзоні | 8 | 1 | –   | 67 | 46 | 44 | 36 | 4  | 12 | 81.6% | 19.14 |
| Швеція                     | Анна Гассельборг   | 7 | 2 | –   | 64 | 49 | 39 | 35 | 6  | 12 | 82.0% | 25.02 |
| Велика Британія            | Ів Мюргед          | 5 | 4 | 1–1 | 63 | 47 | 39 | 33 | 4  | 9  | 80.6% | 35.27 |
| Японія                     | Сацукі Фудзісава   | 5 | 4 | 1–1 | 64 | 62 | 40 | 36 | 2  | 13 | 82.3% | 36.00 |
| Канада                     | Дженніфер Джонс    | 5 | 4 | 1–1 | 71 | 59 | 42 | 41 | 1  | 14 | 80.4% | 45.44 |
| США                        | Табіта Пітерсон    | 4 | 5 | 2–0 | 60 | 64 | 40 | 39 | 2  | 12 | 79.5% | 33.87 |
| Китай                      | Хань Юй            | 4 | 5 | 1–1 | 56 | 67 | 38 | 41 | 3  | 10 | 79.6% | 30.06 |
| Південна Корея             | Кім Ин Джон        | 4 | 5 | 0–2 | 62 | 66 | 40 | 42 | 3  | 10 | 80.8% | 27.79 |
| Данія                      | Мадлен Дюпон       | 2 | 7 | –   | 50 | 68 | 33 | 41 | 7  | 0  | 77.2% | 23.36 |
| Олімпійський комітет Росії | Аліна Ковальова    | 1 | 8 | –   | 50 | 79 | 34 | 45 | 2  | 7  | 78.9% | 29.34 |

Коловий турнір
Японія пропустила 2-гу, 6-ту і 10-ту сесії.
| Майданчик C          | 1 | 2 | 3 | 4 | 5 | 6 | 7 | 8 | 9 | 10 | Загалом |
| Швеція (Гассельборґ) | 0 | 1 | 0 | 0 | 1 | 3 | 0 | 3 | 0 | X  | 8       |
| Японія (Фудзісава)   | 0 | 0 | 2 | 1 | 0 | 0 | 1 | 0 | 1 | X  | 5       |

| Майданчик B        | 1 | 2 | 3 | 4 | 5 | 6 | 7 | 8 | 9 | 10 | Загалом |
| Канада (Джонс)     | 0 | 2 | 0 | 0 | 0 | 2 | 0 | 1 | 0 | X  | 5       |
| Японія (Фудзісава) | 1 | 0 | 2 | 1 | 1 | 0 | 2 | 0 | 1 | X  | 8       |

| Майданчик D        | 1 | 2 | 3 | 4 | 5 | 6 | 7 | 8 | 9 | 10 | Загалом |
| Японія (Фудзісава) | 0 | 1 | 0 | 2 | 0 | 1 | 0 | 1 | 0 | 3  | 8       |
| Данія (Дюпон)      | 0 | 0 | 2 | 0 | 2 | 0 | 2 | 0 | 1 | 0  | 7       |

| Майданчик A                            | 1 | 2 | 3 | 4 | 5 | 6 | 7 | 8 | 9 | 10 | Загалом |
| Олімпійський комітет Росії (Ковальова) | 1 | 0 | 1 | 2 | 0 | 1 | 0 | 0 | 0 | 0  | 5       |
| Японія (Фудзісава)                     | 0 | 1 | 0 | 0 | 1 | 0 | 3 | 1 | 1 | 3  | 10      |

| Майданчик B        | 1 | 2 | 3 | 4 | 5 | 6 | 7 | 8 | 9 | 10 | Загалом |
| Китай (Хань)       | 0 | 1 | 0 | 0 | 0 | 1 | 0 | 0 | X | X  | 2       |
| Японія (Фудзісава) | 0 | 0 | 3 | 1 | 3 | 0 | 2 | 1 | X | X  | 10      |

| Майданчик C          | 1 | 2 | 3 | 4 | 5 | 6 | 7 | 8 | 9 | 10 | Загалом |
| Японія (Фудзісава)   | 0 | 2 | 0 | 0 | 2 | 0 | 0 | 1 | 0 | X  | 5       |
| Південна Корея (Кім) | 1 | 0 | 3 | 1 | 0 | 2 | 1 | 0 | 2 | X  | 10      |

| Майданчик D              | 1 | 2 | 3 | 4 | 5 | 6 | 7 | 8 | 9 | 10 | Загалом |
| Велика Британія (Мюргед) | 3 | 0 | 3 | 0 | 1 | 0 | 1 | 2 | X | X  | 10      |
| Японія (Фудзісава)       | 0 | 1 | 0 | 2 | 0 | 1 | 0 | 0 | X | X  | 4       |

| Майданчик B        | 1 | 2 | 3 | 4 | 5 | 6 | 7 | 8 | 9 | 10 | Загалом |
| Японія (Фудзісава) | 1 | 3 | 0 | 2 | 0 | 1 | 0 | 2 | 1 | X  | 10      |
| США (Пітерсон)     | 0 | 0 | 2 | 0 | 1 | 0 | 4 | 0 | 0 | X  | 7       |

| Майданчик A           | 1 | 2 | 3 | 4 | 5 | 6 | 7 | 8 | 9 | 10 | Загалом |
| Японія (Фудзісава)    | 0 | 2 | 0 | 0 | 0 | 0 | 2 | 0 | 0 | X  | 4       |
| Швейцарія (Тірінзоні) | 1 | 0 | 1 | 1 | 2 | 0 | 0 | 0 | 3 | X  | 8       |

Півфінал
П'ятниця, 18 лютого, 20:05
| Майданчик C           | 1 | 2 | 3 | 4 | 5 | 6 | 7 | 8 | 9 | 10 | Загалом |
| Швейцарія (Тірінзоні) | 0 | 1 | 0 | 1 | 0 | 0 | 3 | 0 | 1 | 0  | 6       |
| Японія (Фудзісава)    | 0 | 0 | 1 | 0 | 4 | 1 | 0 | 1 | 0 | 1  | 8       |

Фінал
Неділя, 20 лютого, 9:05
| Майданчик                | 1 | 2 | 3 | 4 | 5 | 6 | 7 | 8 | 9 | 10 | Загалом |
| Японія (Фудзісава)       | 0 | 1 | 0 | 0 | 0 | 1 | 0 | 1 | 0 | X  | 3       |
| Велика Британія (Мюргед) | 2 | 0 | 0 | 1 | 1 | 0 | 4 | 0 | 2 | X  | 10      |

## Фігурне катання
На Чемпіонаті світу 2021 року в Стокгольмі Японія здобула по три квотні місця в чоловічому та жіночому одиночному катанні, а ще по одному квотному місцю в парному катанні й танцях на льоду.
| Спортсмен                      | Дисципліна                   | КП / КТ | КП / КТ | ДП / ДТ      | ДП / ДТ      | Загалом      | Загалом      |
| Спортсмен                      | Дисципліна                   | Бали    | Місце   | Бали         | Місце        | Бали         | Місце        |
| ------------------------------ | ---------------------------- | ------- | ------- | ------------ | ------------ | ------------ | ------------ |
| Юдзуру Ханю                    | Одиночні змагання (чоловіки) | 95.15   | 8 Q     | 188.06       | 3            | 283.21       | 4            |
| Сьома Уно                      | Одиночні змагання (чоловіки) | 105.90  | 3 Q     | 187.10       | 5            | 293.00       | 3            |
| Юма Каґіяма                    | Одиночні змагання (чоловіки) | 108.12  | 2 Q     | 201.93       | 2            | 310.05       | 2            |
| Каорі Сакамото                 | Одиночні змагання (жінки)    | 79.84   | 3 Q     | 153.29       | 4            | 233.13       | 3            |
| Вакаба Хігучі                  | Одиночні змагання (жінки)    | 73.51   | 5 Q     | 140.93       | 6            | 214.44       | 5            |
| Мана Кавабе                    | Одиночні змагання (жінки)    | 62.69   | 15 Q    | 104.04       | 23           | 166.73       | 23           |
| Ріку Міура / Рюїті Кіхара      | Пари                         | 70.85   | 8 Q     | 141.04       | 5            | 211.89       | 7            |
| Комацубара Місато / Тім Колето | Танці на льоду               | 65.41   | 22      | Не потрапили | Не потрапили | Не потрапили | Не потрапили |

Команди
| Спортсмени | Дисципліна      | Коротка програма/Короткий танець | Коротка програма/Короткий танець | Коротка програма/Короткий танець | Коротка програма/Короткий танець | Коротка програма/Короткий танець | Коротка програма/Короткий танець | Вільне катання/Вільний танець | Вільне катання/Вільний танець | Вільне катання/Вільний танець | Вільне катання/Вільний танець | Вільне катання/Вільний танець | Вільне катання/Вільний танець |
| Спортсмени | Дисципліна      | Чоловіки                         | Жінки                            | Пари                             | Танець на льоду                  | Загалом                          | Загалом                          | Чоловіки                      | Жінки                         | Пари                          | Танець на льоду               | Загалом                       | Загалом                       |
| Спортсмени | Дисципліна      | Бали Командні бали               | Бали Командні бали               | Бали Командні бали               | Бали Командні бали               | Бали                             | Місце                            | Бали Командні бали            | Бали Командні бали            | Бали Командні бали            | Бали Командні бали            | Бали                          | Місце                         |
| --- | --------------- | -------------------------------- | -------------------------------- | -------------------------------- | -------------------------------- | -------------------------------- | -------------------------------- | ----------------------------- | ----------------------------- | ----------------------------- | ----------------------------- | ----------------------------- | ----------------------------- |
| Сьома Уно (M) (SP) Юма Каґіяма (M) (FS) Вакаба Хігучі (L) (SP) Каорі Сакамото (L) (FS) Ріку Міура / Рюїті Кіхара (P) (SP) Комацубара Місато / Тім Колето (ID) (RD) | Змішані команди | 105.46 9                         | 74.73 9                          | 74.45 7                          | 66.54 4                          | 29                               | 3 Q                              | 208.94 10                     | 148.66 9                      | 139.60 9                      | 98.66 6                       | 63                            | 3                             |

## Фристайл
Фріскіїнґ
Жінки
Під час тренувальної практики в слоупстайлі Коконе Кондо зазнала травми, тож мусила знятися зі змагань.
| Спортсмен     | Дисципліна | Кваліфікація | Кваліфікація | Кваліфікація | Кваліфікація | Кваліфікація | Фінал        | Фінал        | Фінал        | Фінал        | Фінал        |
| Спортсмен     | Дисципліна | 1-ша спроба  | 2-га спроба  | 3-тя спроба  | Найкраща     | Місце        | 1-ша спроба  | 2-га спроба  | 3-тя спроба  | Найкраща     | Місце        |
| ------------- | ---------- | ------------ | ------------ | ------------ | ------------ | ------------ | ------------ | ------------ | ------------ | ------------ | ------------ |
| Коконе Кондо  | Слоупстайл | НС           | НС           | НС           | НС           | НС           | Не потрапив  | Не потрапив  | Не потрапив  | Не потрапив  | Не потрапив  |
| Саорі Судзукі | Хафпайп    | 68.75        | 66.25        | Н/Д          | 68.75        | 15           | Не потрапила | Не потрапила | Не потрапила | Не потрапила | Не потрапила |

Могул

Чоловіки
| Спортсмен       | Дисципліна | Кваліфікація | Кваліфікація | Кваліфікація | Кваліфікація | Кваліфікація   | Кваліфікація   | Кваліфікація   | Кваліфікація   | Фінал       | Фінал       | Фінал       | Фінал       | Фінал       | Фінал       | Фінал       | Фінал       | Фінал       | Фінал       | Фінал       | Фінал     |
| Спортсмен       | Дисципліна | 1-й спуск    | 1-й спуск    | 1-й спуск    | 1-й спуск    | 2-й спуск      | 2-й спуск      | 2-й спуск      | 2-й спуск      | 1-й спуск   | 1-й спуск   | 1-й спуск   | 1-й спуск   | 2-й спуск   | 2-й спуск   | 2-й спуск   | 2-й спуск   | 3-й спуск   | 3-й спуск   | 3-й спуск   | 3-й спуск |
| Спортсмен       | Дисципліна | Час          | Бали         | Загалом      | Місце        | Час            | Бали           | Загалом        | Місце          | Час         | Бали        | Загалом     | Місце       | Час         | Бали        | Загалом     | Місце       | Час         | Бали        | Загалом     | Місце     |
| --------------- | ---------- | ------------ | ------------ | ------------ | ------------ | -------------- | -------------- | -------------- | -------------- | ----------- | ----------- | ----------- | ----------- | ----------- | ----------- | ----------- | ----------- | ----------- | ----------- | ----------- | --------- |
| Даїті Хара      | Могул      | 25.23        | 61.38        | 76.11        | 8 Q          | не брав участі | не брав участі | не брав участі | не брав участі | 24.27       | 62.59       | 78.59       | 3 Q         | 24.40       | 61.00       | 76.82       | 7           | Не потрапив | Не потрапив | Не потрапив | 7         |
| Хорісіма Ікума  | Могул      | 25.38        | 59.87        | 74.40        | 16           | 25.75          | 61.64          | 76.19          | 5 Q            | 25.20       | 63.14       | 77.91       | 5 Q         | 25.47       | 65.17       | 79.58       | 3 Q         | 23.86       | 64.94       | 81.48       | 3         |
| Мацуда Со       | Могул      | 25.71        | 59.25        | 73.35        | 18           | 26.11          | 55.47          | 73.35          | 13             | Не потрапив | Не потрапив | Не потрапив | Не потрапив | Не потрапив | Не потрапив | Не потрапив | Не потрапив | Не потрапив | Не потрапив | Не потрапив | 23        |
| Косуке Суґімото | Могул      | 25.00        | 61.78        | 76.26        | 6 Q          | не брав участі | не брав участі | не брав участі | не брав участі | 24.41       | 63.20       | 79.01       | 2 Q         | 25.13       | 60.87       | 75.73       | 9           | Не потрапив | Не потрапив | Не потрапив | 9         |

Жінки
| Спортсменка     | Дисципліна | Кваліфікація | Кваліфікація | Кваліфікація | Кваліфікація | Кваліфікація   | Кваліфікація   | Кваліфікація   | Кваліфікація   | Фінал     | Фінал     | Фінал     | Фінал     | Фінал        | Фінал        | Фінал        | Фінал        | Фінал        | Фінал        | Фінал        | Фінал     |
| Спортсменка     | Дисципліна | 1-й спуск    | 1-й спуск    | 1-й спуск    | 1-й спуск    | 2-й спуск      | 2-й спуск      | 2-й спуск      | 2-й спуск      | 1-й спуск | 1-й спуск | 1-й спуск | 1-й спуск | 2-й спуск    | 2-й спуск    | 2-й спуск    | 2-й спуск    | 3-й спуск    | 3-й спуск    | 3-й спуск    | 3-й спуск |
| Спортсменка     | Дисципліна | Час          | Бали         | Загалом      | Місце        | Час            | Бали           | Загалом        | Місце          | Час       | Бали      | Загалом   | Місце     | Час          | Бали         | Загалом      | Місце        | Час          | Бали         | Загалом      | Місце     |
| --------------- | ---------- | ------------ | ------------ | ------------ | ------------ | -------------- | -------------- | -------------- | -------------- | --------- | --------- | --------- | --------- | ------------ | ------------ | ------------ | ------------ | ------------ | ------------ | ------------ | --------- |
| Дзюнко Хосіно   | Могул      | 28.53        | 59.53        | 75.38        | 6 Q          | не брав участі | не брав участі | не брав участі | не брав участі | 28.73     | 57.57     | 73.19     | 13        | Не потрапила | Не потрапила | Не потрапила | Не потрапила | Не потрапила | Не потрапила | Не потрапила | 13        |
| Анрі Кавамура   | Могул      | 28.33        | 60.29        | 76.36        | 5 Q          | не брав участі | не брав участі | не брав участі | не брав участі | 27.90     | 64.16     | 80.72     | 2 Q       | 28.37        | 62.81        | 78.84        | 3 Q          | 28.00        | 60.67        | 77.12        | 5         |
| Кісара Сумійосі | Могул      | 30.25        | 54.23        | 68.14        | 15           | 28.50          | 56.70          | 72.58          | 2 Q            | 28.71     | 55.87     | 71.52     | 15        | Не потрапила | Не потрапила | Не потрапила | Не потрапила | Не потрапила | Не потрапила | Не потрапила | 15        |
| Хінако Томітака | Могул      | 30.01        | 50.90        | 65.08        | 18           | 29.57          | 57.25          | 71.93          | 4 Q            | 29.87     | 55.65     | 69.99     | 19        | Не потрапила | Не потрапила | Не потрапила | Не потрапила | Не потрапила | Не потрапила | Не потрапила | 19        |

Скікрос
| Спортсмен     | Дисципліна         | № Посіву | № Посіву | 1/8 фіналу | Чвертьфінал | Півфінал    | Фінал       | Фінал |
| Спортсмен     | Дисципліна         | Час      | Місце    | Місце      | Місце       | Місце       | Місце       | Місце |
| ------------- | ------------------ | -------- | -------- | ---------- | ----------- | ----------- | ----------- | ----- |
| Сатосі Фуруно | Скікрос (чоловіки) | 1:13.46  | 22       | 4          | Не потрапив | Не потрапив | Не потрапив | 26    |
| Рьо Суґай     | Скікрос (чоловіки) | 1:12.29  | 3        | 3          | Не потрапив | Не потрапив | Не потрапив | 17    |

## Хокей
Підсумок
Легенда:
- OT – Додатковий час
- GWS – Пробиттям булітів

| Збірна               | Дисципліна     | Груповий етап    | Груповий етап    | Груповий етап    | Груповий етап    | Груповий етап | Кваліфікаційний плейофf | Чвертьфінал      | Півфінал         | Фінал / БМ       | Фінал / БМ |
| Збірна               | Дисципліна     | Суперник Рахунок | Суперник Рахунок | Суперник Рахунок | Суперник Рахунок | Місце         | Суперник Рахунок        | Суперник Рахунок | Суперник Рахунок | Суперник Рахунок | Місце      |
| -------------------- | -------------- | ---------------- | ---------------- | ---------------- | ---------------- | ------------- | ----------------------- | ---------------- | ---------------- | ---------------- | ---------- |
| Жіноча збірна Японії | Жіночий турнір | Швеція W 3–1     | Данія W 6–2      | Китай L 1–2 GWS  | Чехія W 3–2 GWS  | 1 Q           | Н/Д                     | Фінляндія L 1–7  | Не потрапили     | Не потрапили     | 6          |

Від Японії на Ігри кваліфікувалася жіноча збірна (23 спортсменки).

### Жіночий турнір
Жіноча збірна Японії з хокею із шайбою кваліфікувалася завдяки своєму 6-му місцю в Світовому рейтингу ІІХФ 2020.
Склад збірної
Склад збірної оголошено 8 січня 2022 року.
Головний тренер: Yuji Iizuka
| №  | Поз. | Ім'я           | Зріст  | Вага  | Дата народження                  | Клуб                   |
| -- | ---- | -------------- | ------ | ----- | -------------------------------- | ---------------------- |
| 1  | В    | Нана Фудзімото | 1,63 м | 55 кг | 3 березня 1989 (вік 32 роки)     | Färjestad BK           |
| 2  | З    | Сіорі Койке    | 1,59 м | 53 кг | 21 березня 1993 (вік 28 років)   | DK Peregrine           |
| 3  | З    | Сіґа Аоі       | 1,65 м | 60 кг | 4 липня 1999 (вік 22 роки)       | Toyota Cygnus          |
| 4  | З    | Аяка Токо      | 1,61 м | 58 кг | 22 серпня 1994 (вік 27 років)    | Seibu Princess Rabbits |
| 6  | З    | Судзукі Сена   | 1,67 м | 56 кг | 4 серпня 1991 (вік 30 років)     | Seibu Princess Rabbits |
| 7  | З    | Кавасіма Юкіко | 1,63 м | 63 кг | 16 листопада 1996 (вік 25 років) | DK Peregrine           |
| 8  | З    | Акане Хосямада | 1,63 м | 59 кг | 9 березня 1992 (вік 29 років)    | DK Peregrine           |
| 10 | Н    | Харуна Йонеяма | 1,60 м | 53 кг | 7 листопада 1991 (вік 30 років)  | DK Peregrine           |
| 11 | Н    | Меї Міура      | 1,62 м | 63 кг | 16 листопада 1998 (вік 23 роки)  | Toyota Cygnus          |
| 12 | Н    | Тіхо Осава – C | 1,62 м | 63 кг | 10 лютого 1992 (вік 29 років)    | Luleå HF               |
| 14 | Н    | Харука Токо    | 1,67 м | 64 кг | 16 березня 1997 (вік 24 роки)    | Seibu Princess Rabbits |
| 15 | Н    | Руї Укіта      | 1,69 м | 69 кг | 6 червня 1996 (вік 25 років)     | Daishin                |
| 16 | Н    | Акане Сіґа     | 1,65 м | 61 кг | 3 березня 2001 (вік 20 років)    | Toyota Cygnus          |
| 18 | Н    | Судзука Така   | 1,61 м | 53 кг | 16 жовтня 1996 (вік 25 років)    | DK Peregrine           |
| 19 | Н    | Отакі Тіка     | 1,60 м | 53 кг | 14 грудня 1998 (вік 23 роки)     | DK Peregrine           |
| 20 | В    | Масухара Мію   | 1,57 м | 43 кг | 4 жовтня 2001 (вік 20 років)     | DK Peregrine           |
| 21 | Н    | Кубо Ханае     | 1,68 м | 64 кг | 10 грудня 1982 (вік 39 років)    | Seibu Princess Rabbits |
| 22 | Н    | Сісіуті Міхо   | 1,65 м | 60 кг | 21 серпня 1992 (вік 29 років)    | Toyota Cygnus          |
| 23 | Н    | Хікару Ямасіта | 1,57 м | 54 кг | 23 вересня 2000 (вік 21 рік)     | Seibu Princess Rabbits |
| 27 | Н    | Ремі Кояма     | 1,46 м | 52 кг | 17 липня 2000 (вік 21 рік)       | Seibu Princess Rabbits |
| 28 | З    | Ямасіта Сіорі  | 1,58 м | 50 кг | 28 квітня 2002 (вік 19 років)    | Seibu Princess Rabbits |
| 30 | В    | Акане Конісі   | 1,66 м | 70 кг | 14 серпня 1995 (вік 26 років)    | Seibu Princess Rabbits |

Груповий етап
| Поз | Команда   | М | В | ВО | ПО | П | ГЗ | ГП | Різ | О | Кваліфікація     |
| --- | --------- | - | - | -- | -- | - | -- | -- | --- | - | ---------------- |
| 1   | Японія    | 4 | 2 | 1  | 1  | 0 | 13 | 7  | +6  | 9 | Чвертьфіналістки |
| 2   | Чехія     | 4 | 2 | 0  | 1  | 1 | 10 | 8  | +2  | 7 | Чвертьфіналістки |
| 3   | Швеція    | 4 | 2 | 0  | 0  | 2 | 7  | 8  | −1  | 6 | Чвертьфіналістки |
| 4   | Данія     | 4 | 1 | 0  | 0  | 3 | 7  | 14 | −7  | 3 | Вибули           |
| 5   | Китай (H) | 4 | 1 | 1  | 0  | 2 | 7  | 7  | 0   | 5 | Вибули           |

| 3 лютого 2022 16:40 v | Швеція | 1–3 (0–1, 1–0, 0–2) | Японія | Арена Укесон (Пекін) |

| звіт                              | звіт                  | звіт                                                                                          | звіт | звіт                                                                           |
| --------------------------------- | --------------------- | --------------------------------------------------------------------------------------------- | ---- | ------------------------------------------------------------------------------ |
|                                   |                       |                                                                                               |      |                                                                                |
|                                   |                       |                                                                                               |      | Судді: Сіанна Ліфферс Елізабет Манта Лінійні Судді: Кендалл Генлі Діана Мохова |
|                                   | голи:                 |                                                                                               |      |                                                                                |
| Перссон (Вікнер-Зенкевич) – 20:30 | 0–1 / 1–1 / 1–2 / 1–3 | Койке (Така, Осава) – 19:13 / Укіта (Сіґа, Сіґа) – 44:03 / Йонеяма (Кояма, Хосоямада) – 58:59 |      |                                                                                |
|                                   |                       |                                                                                               |      |                                                                                |
|                                   |                       |                                                                                               |      |                                                                                |
|                                   |                       |                                                                                               |      |                                                                                |
| 6 хв                              | Штраф                 | 4 хв                                                                                          |      |                                                                                |
|                                   |                       |                                                                                               |      |                                                                                |
|                                   | 27                    | кидки                                                                                         | 40   |                                                                                |

| 5 лютого 2022 16:40 v | Японія | 6–2 (3–0, 2–1, 1–1) | Данія | Арена Укесон (Пекін) 476 глядачів |

| звіт | звіт                                          | звіт                                                                 | звіт                               | звіт                                                                  |
| --- | --------------------------------------------- | -------------------------------------------------------------------- | ---------------------------------- | --------------------------------------------------------------------- |
| |                                               |                                                                      |                                    |                                                                       |
| | Нана Фудзімото Акане Конісі                   | Воротарі                                                             | Ліса Єнсен Кассандра Репсток-Ромме | Судді: Келлі Кук Марія Фурберґ Лінійні Судді: Алекс Кларк Сара Стронґ |
| | голи:                                         |                                                                      |                                    | Судді: Келлі Кук Марія Фурберґ Лінійні Судді: Алекс Кларк Сара Стронґ |
| Х. Ямасіта (Міура, Койке) – 10:46 / Х. Токо (Ао. Сіґа, А. Токо) – 12:08 / Укіта – 13:50 / А. Токо (Х. Токо) – 22:53 / Ак. Сіґа (Кубо, Х. Токо) (PP) – 39:54 / Х. Йонеяма (Х. Ямасіта, Койке) – 48:02 | 1–0 / 2–0 / 3–0 / 4–0 / 4–1 / 5–1 / 6–1 / 6–2 | 29:16 – Бау Гансен (Н. Єнсен) / 59:55 – Якобсен (Перссон, Вайс) (PP) |                                    | Судді: Келлі Кук Марія Фурберґ Лінійні Судді: Алекс Кларк Сара Стронґ |
| |                                               |                                                                      |                                    | Судді: Келлі Кук Марія Фурберґ Лінійні Судді: Алекс Кларк Сара Стронґ |
| |                                               |                                                                      |                                    | Судді: Келлі Кук Марія Фурберґ Лінійні Судді: Алекс Кларк Сара Стронґ |
| |                                               |                                                                      |                                    | Судді: Келлі Кук Марія Фурберґ Лінійні Судді: Алекс Кларк Сара Стронґ |
| 8 хв | Штраф                                         | 8 хв                                                                 |                                    | Судді: Келлі Кук Марія Фурберґ Лінійні Судді: Алекс Кларк Сара Стронґ |
| |                                               |                                                                      |                                    |                                                                       |
| | 42                                            | кидки                                                                | 20                                 |                                                                       |

| 6 лютого 2022 16:40 v | КНР | 2–1 GWS (0–1, 0–0, 1–0) (OT: 0–0) (SO: 1–0) | Японія | Арена Укесон (Пекін) 506 глядачів |

| звіт               | звіт       | звіт                                  | звіт           | звіт                                                                         |
| ------------------ | ---------- | ------------------------------------- | -------------- | ---------------------------------------------------------------------------- |
|                    |            |                                       |                |                                                                              |
|                    | Чжоу Цзяїн | Воротарі                              | Нана Фудзімото | Судді: Тіяна Гак Анніїна Нурмі Лінійні Судді: Єнні Хейккінен Юлія Кайнберґер |
|                    | голи:      |                                       |                | Судді: Тіяна Гак Анніїна Нурмі Лінійні Судді: Єнні Хейккінен Юлія Кайнберґер |
| Ху (Лі Б.) – 41:06 | 0–1 / 1–1  | 18:02 – Хосоямада (Койке, Осава) (PP) |                | Судді: Тіяна Гак Анніїна Нурмі Лінійні Судді: Єнні Хейккінен Юлія Кайнберґер |
|                    |            |                                       |                | Судді: Тіяна Гак Анніїна Нурмі Лінійні Судді: Єнні Хейккінен Юлія Кайнберґер |
|                    |            |                                       |                | Судді: Тіяна Гак Анніїна Нурмі Лінійні Судді: Єнні Хейккінен Юлія Кайнберґер |
|                    |            |                                       |                | Судді: Тіяна Гак Анніїна Нурмі Лінійні Судді: Єнні Хейккінен Юлія Кайнберґер |
| 6 хв               | Штраф      | 0 хв                                  |                | Судді: Тіяна Гак Анніїна Нурмі Лінійні Судді: Єнні Хейккінен Юлія Кайнберґер |
|                    |            |                                       |                |                                                                              |
|                    | 30         | кидки                                 | 33             |                                                                              |

| 8 лютого 2022 16:40 v | Японія | 3–2 GWS (1–0, 0–1, 1–1) (OT: 0–0) (SO: 1–0) | Чехія | Арена Укесон (Пекін) 638 глядачів |

| звіт                                                                            | звіт                  | звіт                                           | звіт            | звіт                                                                        |
| ------------------------------------------------------------------------------- | --------------------- | ---------------------------------------------- | --------------- | --------------------------------------------------------------------------- |
|                                                                                 |                       |                                                |                 |                                                                             |
|                                                                                 | Нана Фудзімото        | Воротарі                                       | Клара Песларова | Судді: Дарія Абросимова Дарія Єрмак Лінійні Судді: Ліза Лінек Ліннея Сайніо |
|                                                                                 | голи:                 |                                                |                 | Судді: Дарія Абросимова Дарія Єрмак Лінійні Судді: Ліза Лінек Ліннея Сайніо |
| Х. Токо (Ao. Сіґа, А. Токо) (PP) – 04:00 / Х. Токо (Кубо, А. Токо) (PP) – 40:23 | 1–0 / 1–1 / 2–1 / 2–2 | 26:09 – Кршишова (Ванішова) / 45:53 – Млинкова |                 | Судді: Дарія Абросимова Дарія Єрмак Лінійні Судді: Ліза Лінек Ліннея Сайніо |
|                                                                                 |                       |                                                |                 | Судді: Дарія Абросимова Дарія Єрмак Лінійні Судді: Ліза Лінек Ліннея Сайніо |
|                                                                                 |                       |                                                |                 | Судді: Дарія Абросимова Дарія Єрмак Лінійні Судді: Ліза Лінек Ліннея Сайніо |
|                                                                                 |                       |                                                |                 | Судді: Дарія Абросимова Дарія Єрмак Лінійні Судді: Ліза Лінек Ліннея Сайніо |
| 6 хв                                                                            | Штраф                 | 10 хв                                          |                 | Судді: Дарія Абросимова Дарія Єрмак Лінійні Судді: Ліза Лінек Ліннея Сайніо |
|                                                                                 |                       |                                                |                 |                                                                             |
|                                                                                 | 25                    | кидки                                          | 38              |                                                                             |

Чвертьфінали
| 12 лютого 2022 16:40 v | Фінляндія | 7–1 (2–1, 2–0, 3–0) | Японія | Арена Укесон (Пекін) 675 глядачів |

| звіт | звіт                        | звіт                   | звіт           | звіт                                                                          |
| --- | --------------------------- | ---------------------- | -------------- | ----------------------------------------------------------------------------- |
| |                             |                        |                |                                                                               |
| | Меері Ряйсянен              | Воротарі               | Нана Фудзімото | Судді: Сіанна Ліфферс Анна Віґанд Лінійні Судді: Ліза Лінек Вероніка Ловенсне |
| | голи:                       |                        |                | Судді: Сіанна Ліфферс Анна Віґанд Лінійні Судді: Ліза Лінек Вероніка Ловенсне |
| Ніемінен (Тулус, Хійрікоскі) (PP) – 02:08/ Вайнікка (Лайтінен, Холопайнен) – 04:32 / Карвінен (Ніемінен, Тапані) – 25:01 / Ніемінен (Карвінен, Лайтінен) – 28:29 | 1–0 / 2–0 / 2–1 / 3–1 / 4–1 | 15:01 – Сіґа (Х. Токо) |                | Судді: Сіанна Ліфферс Анна Віґанд Лінійні Судді: Ліза Лінек Вероніка Ловенсне |
| |                             |                        |                | Судді: Сіанна Ліфферс Анна Віґанд Лінійні Судді: Ліза Лінек Вероніка Ловенсне |
| |                             |                        |                | Судді: Сіанна Ліфферс Анна Віґанд Лінійні Судді: Ліза Лінек Вероніка Ловенсне |
| |                             |                        |                | Судді: Сіанна Ліфферс Анна Віґанд Лінійні Судді: Ліза Лінек Вероніка Ловенсне |
| 8 хв | Штраф                       | 4 хв                   |                | Судді: Сіанна Ліфферс Анна Віґанд Лінійні Судді: Ліза Лінек Вероніка Ловенсне |
| |                             |                        |                |                                                                               |
| | 49                          | кидки                  | 25             |                                                                               |

## Санний спорт
| Спортсмен    | Дисципліна                | 1-й заїзд | 1-й заїзд | 2-й заїзд | 2-й заїзд | 3-й заїзд | 3-й заїзд | 4-й заїзд   | 4-й заїзд   | Сума     | Сума  |
| Спортсмен    | Дисципліна                | Час       | Місце     | Час       | Місце     | Час       | Місце     | Час         | Місце       | Час      | Місце |
| ------------ | ------------------------- | --------- | --------- | --------- | --------- | --------- | --------- | ----------- | ----------- | -------- | ----- |
| Сейя Кобаясі | Одномісні сани (чоловіки) | 1:00.856  | 31        | 1:00.919  | 33        | 59.859    | 30        | Не потрапив | Не потрапив | 3:01.634 | 32    |

## Лижне двоборство
| Спортсмен                                              | Дисципліна                                 | Стрибки з трампліна | Стрибки з трампліна | Стрибки з трампліна | Лижні перегони | Лижні перегони | Загалом | Загалом |
| Спортсмен                                              | Дисципліна                                 | Відстань            | Бали                | Місце               | Час            | Місце          | Час     | Місце   |
| ------------------------------------------------------ | ------------------------------------------ | ------------------- | ------------------- | ------------------- | -------------- | -------------- | ------- | ------- |
| Ватабе Акіто                                           | Нормальний трамплін/10 км                  | 98.0                | 114.1               | 9                   | 24:24.1        | 4              | 25:40.1 | 7       |
| Ватабе Акіто                                           | Великий трамплін/10 км                     | 135.0               | 126.4               | 5                   | 26:19.9        | 10             | 27:13.9 | 3       |
| Наґаї Хідеакі                                          |                                            |                     |                     |                     |                |                |         |         |
| Великий трамплін/10 км                                 | 117.0                                      | 83.7                | 32                  | 27:28.9             | 28             | 31:12.9        | 31      |         |
| Ямамото Рьота                                          | Нормальний трамплін/10 км                  | 108.0               | 133.0               | 1                   | 26:54.3        | 34             | 26:54.3 | 14      |
| Ямамото Рьота                                          | Великий трамплін/10 км                     | 140.0               | 128.7               | 2                   | 27:44.1        | 34             | 28:28.1 | 12      |
| Сора Яті                                               |                                            |                     |                     |                     |                |                |         |         |
| Нормальний трамплін/10 км                              | 103.5                                      | 116.9               | 5                   | 27:34.6             | 40             | 28:38.6        | 30      |         |
| Ватабе Йосіто                                          | Нормальний трамплін/10 км                  | 97.5                | 110.8               | 13                  | 25:25.2        | 23             | 26:54.2 | 13      |
| Ватабе Йосіто                                          | Великий трамплін/10 км                     | 118.0               | 94.4                | 27                  | 27:08.7        | 22             | 30:10.7 | 25      |
| Ватабе Акіто Наґаї Хідеакі Ямамото Рьота Ватабе Йосіто | Великий трамплін, командна першість/4×5 km | 522.0               | 466.6               | 4                   | 51:28.3        | 4              | 51:40.3 | 3       |

## Шорт-трек
Від Японії на Ігри кваліфікувалися чотири шорт-трекісти і три шорт-трекістки, а отже й команда в змішаній естафеті.
Чоловіки
| Спортсмен                                               | Дисципліна      | Попередній заїзд | Попередній заїзд | Чвертьфінал | Чвертьфінал | Півфінал    | Півфінал    | Фінал       | Фінал |
| Спортсмен                                               | Дисципліна      | Час              | Місце            | Час         | Місце       | Час         | Місце       | Час         | Місце |
| ------------------------------------------------------- | --------------- | ---------------- | ---------------- | ----------- | ----------- | ----------- | ----------- | ----------- | ----- |
| Кацунорі Койке                                          | 500 м           | 41.199           | 4                | Не потрапив | Не потрапив | Не потрапив | Не потрапив | Не потрапив | 26    |
| Кадзукі Йосінага                                        | 1000 м          | 1:25.574         | 3 AA             | DSQ         | DSQ         | Не потрапив | Не потрапив | Не потрапив | 17    |
| Кадзукі Йосінага                                        | 1500 м          | Н/Д              | Н/Д              | 2:12.450    | 2 Q         | 2:14.014    | 3 QB        | 2:18.585    | 16    |
| Кота Кікуті                                             | 500 м           | 42.176           | 3                | Не потрапив | Не потрапив | Не потрапив | Не потрапив | Не потрапив | 22    |
| Кота Кікуті                                             | 1500 м          | Н/Д              | Н/Д              | 2:15.243    | 4           | Не потрапив | Не потрапив | Не потрапив | 22    |
| Сьоґо Міята                                             | 1000 м          | 1:24.367         | 4                | Не потрапив | Не потрапив | Не потрапив | Не потрапив | Не потрапив | 23    |
| Сьоґо Міята                                             | 1500 м          | Н/Д              | Н/Д              | 2:13.799    | 5           | Не потрапив | Не потрапив | Не потрапив | 27    |
| Кацунорі Койке Кадзукі Йосінага Кота Кікуті Сьоґо Міята | Естафета 5000 м | Н/Д              | Н/Д              | Н/Д         | Н/Д         | 6:40.446    | 3 QB        | 6:40.545    | 8     |

Жінки
| Спортсменка    | Дисципліна | Попередній заїзд | Попередній заїзд | Чвертьфінал  | Чвертьфінал  | Півфінал     | Півфінал     | Фінал        | Фінал |
| Спортсменка    | Дисципліна | Час              | Місце            | Час          | Місце        | Час          | Місце        | Час          | Місце |
| -------------- | ---------- | ---------------- | ---------------- | ------------ | ------------ | ------------ | ------------ | ------------ | ----- |
| Сіоне Камінаґа | 1000 м     | 1:28.465         | 4                | Не потрапила | Не потрапила | Не потрапила | Не потрапила | Не потрапила | 25    |
| Сіоне Камінаґа | 1500 м     | Н/Д              | Н/Д              | 2:22.261     | 5            | Не потрапила | Не потрапила | Не потрапила | 27    |
| Суміре Кікуті  | 500 м      | 42.829           | 3 q              | 56.092       | 3            | Не потрапила | Не потрапила | Не потрапила | 12    |
| Суміре Кікуті  | 1000 м     | 1:30.154         | 2 Q              | 1:37.170     | 5            | Не потрапила | Не потрапила | Не потрапила | 19    |
| Суміре Кікуті  | 1500 м     | Н/Д              | Н/Д              | 2:23.359     | 3 Q          | Без часу     | 6 ADV B      | 2:37.915     | 8     |
| Юкі Кікуті     | 1000 м     | 1:28.764         | 4                | Не потрапила | Не потрапила | Не потрапила | Не потрапила | Не потрапила | 27    |
| Юкі Кікуті     | 1500 м     | Н/Д              | Н/Д              | 2:22.192     | 4            | Не потрапила | Не потрапила | Не потрапила | 23    |

Змішані
| Спортсмени                                                                                      | Дисципліна      | Чвертьфінал | Чвертьфінал | Півфінал     | Півфінал     | Фінал        | Фінал |
| Спортсмени                                                                                      | Дисципліна      | Час         | Місце       | Час          | Місце        | Час          | Місце |
| ----------------------------------------------------------------------------------------------- | --------------- | ----------- | ----------- | ------------ | ------------ | ------------ | ----- |
| Кацунорі Койке Кадзукі Йосінага Кота Кікуті Сьоґо Міята Сіоне Камінаґа Суміре Кікуті Юкі Кікуті | Естафета 2000 м | 2:39.112    | 4           | Не потрапили | Не потрапили | Не потрапили | 10    |

Легенда кваліфікації: ADV – Потрапив до наступного раунду, бо йому завадив суперник; FA – Кваліфікувався до медального раунду; FB – Кваліфікувався до втішного раунду; OR – Олімпійський рекорд

## Стрибки з трампліна
Чоловіки
| Спортсмен                                              | Дисципліна                          | Кваліфікація | Кваліфікація | Кваліфікація | Перший раунд | Перший раунд | Перший раунд | Фінал       | Фінал       | Фінал       | Загалом     | Загалом     |
| Спортсмен                                              | Дисципліна                          | Відстань     | Бали         | Місце        | Відстань     | Бали         | Місце        | Відстань    | Бали        | Місце       | Бали        | Місце       |
| ------------------------------------------------------ | ----------------------------------- | ------------ | ------------ | ------------ | ------------ | ------------ | ------------ | ----------- | ----------- | ----------- | ----------- | ----------- |
| Дзюнсіро Кобаясі                                       | Великий трамплін                    | 121.5        | 101.4        | 32 Q         | 130.0        | 120.4        | 30           | 134.0       | 131.6       | 18          | 252.0       | 24          |
| Рьою Кобаясі                                           | Великий трамплін                    | 128.0        | 121.3        | 9 Q          | 142.0        | 147.0        | 1            | 138.0       | 145.8       | 2           | 292.8       | 2           |
| Наокі Накамура                                         | Великий трамплін                    | 122.0        | 107.1        | 37 Q         | 134.0        | 128.6        | 17           | 124.0       | 112.3       | 30          | 240.9       | 29          |
| Юкія Сато                                              | Великий трамплін                    | 126.0        | 111.7        | 23 Q         | 133.0        | 128.4        | 18           | 134.5       | 132.2       | 17          | 260.6       | 15          |
| Дзюнсіро Кобаясі                                       | Нормальний трамплін                 | 93.0         | 88.2         | 26 Q         | 97.5         | 123.0        | 26 Q         | 92.5        | 111.0       | 26          | 254.0       | 27          |
| Рьою Кобаясі                                           | Нормальний трамплін                 | 99.0         | 111.4        | 4 Q          | 104.5        | 145.4        | 1 Q          | 99.5        | 129.6       | 5           | 275.0       | 1           |
| Наокі Накамура                                         | Нормальний трамплін                 | 88.5         | 87.0         | 29 Q         | 93.5         | 114.5        | 38           | Не потрапив | Не потрапив | Не потрапив | Не потрапив | Не потрапив |
| Юкія Сато                                              | Нормальний трамплін                 | 100.0        | 103.6        | 10 Q         | 95.0         | 118.1        | 32           | Не потрапив | Не потрапив | Не потрапив | Не потрапив | Не потрапив |
| Дзюнсіро Кобаясі Наокі Накамура Рьою Кобаясі Юкія Сато | Великий трамплін, командна першість | Н/Д          | Н/Д          | Н/Д          | 513          | 438.5        | 5            | 498.5       | 444.3       | 6           | 882.8       | 5           |

Жінки
| Спортсменка   | Дисципліна          | Перший раунд | Перший раунд | Перший раунд | Фінал    | Фінал | Фінал | Загалом | Загалом |
| Спортсменка   | Дисципліна          | Відстань     | Бали         | Місце        | Відстань | Бали  | Місце | Бали    | Місце   |
| ------------- | ------------------- | ------------ | ------------ | ------------ | -------- | ----- | ----- | ------- | ------- |
| Каорі Івабуті | Нормальний трамплін | 94.5         | 94.8         | 11           | 83.0     | 74.8  | 24    | 169.6   | 18      |
| Сара Таканасі | Нормальний трамплін | 98.5         | 108.7        | 5            | 100.0    | 115.4 | 4     | 224.1   | 4       |
| Юка Сето      | Нормальний трамплін | 94.5         | 94.6         | 13           | 83.5     | 81.9  | 19    | 176.5   | 14      |
| Юкі Іто       | Нормальний трамплін | 94.0         | 95.5         | 10           | 82.0     | 81.2  | 20    | 176.7   | 13      |

Змішані
| Спортсмени                                   | Дисципліна      | Перший раунд | Перший раунд | Перший раунд | Фінал    | Фінал | Фінал | Загалом | Загалом |
| Спортсмени                                   | Дисципліна      | Відстань     | Бали         | Місце        | Відстань | Бали  | Місце | Бали    | Місце   |
| -------------------------------------------- | --------------- | ------------ | ------------ | ------------ | -------- | ----- | ----- | ------- | ------- |
| Рьою Кобаясі Юкія Сато Сара Таканасі Юкі Іто | Змішані команди | 332.9        | 359.9        | 8            | 378.5    | 476.4 | 2     | 836.3   | 4       |

## Сноубординг
Фристайл
Чоловіки
| Спортсмен        | Дисципліна | Кваліфікація | Кваліфікація | Кваліфікація | Кваліфікація | Кваліфікація | Фінал       | Фінал       | Фінал       | Фінал       | Фінал       |
| Спортсмен        | Дисципліна | 1-ша спроба  | 2-га спроба  | 3-тя спроба  | Найкраща     | Місце        | 1-ша спроба | 2-га спроба | 3-тя спроба | Найкраща    | Місце       |
| ---------------- | ---------- | ------------ | ------------ | ------------ | ------------ | ------------ | ----------- | ----------- | ----------- | ----------- | ----------- |
| Кайто Хамада     | Біг-ейр    | 80.75        | 41.75        | 55.75        | 136.50       | 15           | Не потрапив | Не потрапив | Не потрапив | Не потрапив | Не потрапив |
| Хіроакі Кунітаке | Біг-ейр    | 83.75        | 61.50        | 74.50        | 158.25       | 4 Q          | 82.25       | 50.25       | 84.00       | 166.25      | 4           |
| Такеру Оцука     | Біг-ейр    | 68.50        | 75.50        | 91.50        | 160.00       | 2 Q          | 17.25       | 95.00       | 33.75       | 128.75      | 9           |
| Рукі Тобіта      | Біг-ейр    | 25.75        | 16.25        | 20.25        | 46.00        | 29           | Не потрапив | Не потрапив | Не потрапив | Не потрапив | Не потрапив |
| Аюму Хірано      | Хафпайп    | 87.25        | 93.25        | Н/Д          | 93.25        | 1 Q          | 33.75       | 91.75       | 96.00       | 96.00       | 1           |
| Кайсю Хірано     | Хафпайп    | 74.75        | 77.25        | Н/Д          | 77.25        | 9 Q          | 75.50       | 37.75       | 15.75       | 75.50       | 9           |
| Рука Хірано      | Хафпайп    | 80.75        | 87.00        | Н/Д          | 87.00        | 3 Q          | 13.00       | 11.75       | 9.25        | 13.00       | 12          |
| Юто Тоцука       | Хафпайп    | 84.50        | 12.00        | Н/Д          | 84.50        | 6 Q          | 62.00       | 69.75       | 26.50       | 69.75       | 10          |
| Кайто Хамада     | Слоупстайл | 56.06        | 67.45        | Н/Д          | 67.45        | 12 Q         | 25.90       | 15.91       | 59.36       | 59.36       | 8           |
| Хіроакі Кунітаке | Слоупстайл | 50.36        | 51.43        | Н/Д          | 51.43        | 21           | Не потрапив | Не потрапив | Не потрапив | Не потрапив | Не потрапив |
| Такеру Оцука     | Слоупстайл | 32.93        | 74.93        | Н/Д          | 74.93        | 6 Q          | 52.75       | 50.58       | 52.80       | 52.80       | 10          |
| Рукі Тобіта      | Слоупстайл | 29.23        | 56.58        | Н/Д          | 56.58        | 19           | Не потрапив | Не потрапив | Не потрапив | Не потрапив | Не потрапив |

Жінки
| Спортсменка   | Дисципліна | Кваліфікація | Кваліфікація | Кваліфікація | Кваліфікація | Кваліфікація | Фінал        | Фінал        | Фінал        | Фінал        | Фінал        |
| Спортсменка   | Дисципліна | 1-ша спроба  | 2-га спроба  | 3-тя спроба  | Найкраща     | Місце        | 1-ша спроба  | 2-га спроба  | 3-тя спроба  | Найкраща     | Місце        |
| ------------- | ---------- | ------------ | ------------ | ------------ | ------------ | ------------ | ------------ | ------------ | ------------ | ------------ | ------------ |
| Рейра Івабуті | Біг-ейр    | 83.00        | 75.50        | 11.75        | 158.50       | 3 Q          | 83.75        | 82.25        | 37.00        | 166.00       | 4            |
| Мурасе Кокомо | Біг-ейр    | 85.00        | 72.75        | 86.00        | 171.00       | 2 Q          | 80.00        | 91.50        | 12.00        | 171.50       | 3            |
| Міябі Оніцука | Біг-ейр    | 80.75        | 72.25        | 73.50        | 154.25       | 5 Q          | 9.50         | 54.50        | 10.75        | 65.25        | 11           |
| Рейра Івабуті | Слоупстайл | 48.51        | 67.00        | Н/Д          | 67.00        | 11 Q         | 75.60        | 80.03        | 46.15        | 80.03        | 5            |
| Мурасе Кокомо | Слоупстайл | 74.95        | 81.45        | Н/Д          | 81.45        | 2 Q          | 48.50        | 49.05        | 48.00        | 49.05        | 10           |
| Міябі Оніцука | Слоупстайл | 42.60        | 46.58        | Н/Д          | 46.58        | 19           | Не потрапила | Не потрапила | Не потрапила | Не потрапила | Не потрапила |
| Курумі Імаї   | Хафпайп    | 54.75        | 49.75        | Н/Д          | 54.75        | 15           | Не потрапила | Не потрапила | Не потрапила | Не потрапила | Не потрапила |
| Міцукі Оно    | Хафпайп    | 79.50        | 83.75        | Н/Д          | 83.75        | 2 Q          | 71.50        | 25.50        | 29.00        | 71.50        | 9            |
| Рукі Томіта   | Хафпайп    | 74.25        | 66.25        | Н/Д          | 74.25        | 6 Q          | 16.50        | 19.75        | 80.50        | 80.50        | 5            |
| Томіта Сена   | Хафпайп    | 75.75        | 52.00        | Н/Д          | 75.75        | 5 Q          | 86.00        | 88.25        | 9.25         | 88.25        | 3            |

Паралельні
| Спортсменка    | Дисципліна                 | Кваліфікація | Кваліфікація | 1/8 фіналу            | Чвертьфінал  | Півфінал     | Фінал        | Фінал |
| Спортсменка    | Дисципліна                 | Час          | Місце        | Суперник Час          | Суперник Час | Суперник Час | Суперник Час | Місце |
| -------------- | -------------------------- | ------------ | ------------ | --------------------- | ------------ | ------------ | ------------ | ----- |
| Цубакі Мікі    | Гігантський слалом (жінки) | 1:27.15      | 3 Q          | Котник (SLO) L НФ     | Не потрапила | Не потрапила | Не потрапила | 9     |
| Томока Такеуті | Гігантський слалом (жінки) | 1:28.83      | 15 Q         | Гофмайстер (GER) L НФ | Не потрапила | Не потрапила | Не потрапила | 15    |

Крос
| Спортсмен       | Дисципліна | № Посіву | № Посіву | 1/8 фіналу | Чвертьфінал  | Півфінал     | Фінал        | Фінал        |
| Спортсмен       | Дисципліна | Час      | Місце    | Місце      | Місце        | Місце        | Місце        | Місце        |
| --------------- | ---------- | -------- | -------- | ---------- | ------------ | ------------ | ------------ | ------------ |
| Йосікі Такахара | Чоловіки   | 1:19.16  | 23       | 1 Q        | НФ           | Не потрапив  | Не потрапив  | 16           |
| Юка Накамура    | Жінки      | НС       | 32       | НС         | Не потрапила | Не потрапила | Не потрапила | Не потрапила |

## Ковзанярський спорт
Чоловіки
| Спортсмен       | Дисципліна | Заїзд    | Заїзд |
| Спортсмен       | Дисципліна | Час      | Місце |
| --------------- | ---------- | -------- | ----- |
| Ватару Морісіґе | 500 м      | 34.50    | 3     |
| Юма Муракамі    | 500 м      | 34.57    | 8     |
| Тацуя Сінама    | 500 м      | 35.12    | 20    |
| Ватару Морісіґе | 1000 м     | 1:09.47  | 16    |
| Рьота Кодзіма   | 1000 м     | 1:09.97  | 20    |
| Тацуя Сінама    | 1000 м     | 1:10.00  | 21    |
| Сейтаро Ітіноне | 1500 м     | 1:45.53  | 10    |
| Такуро Ода      | 1500 м     | 1:46.60  | 17    |
| Сейтаро Ітіноне | 5000 м     | 6:19.81  | 12    |
| Рьосуке Цутія   | 10000 м    | 13:02.49 | 11    |

Жінки
| Спортсменка     | Дисципліна | Заїзд      | Заїзд |
| Спортсменка     | Дисципліна | Час        | Місце |
| --------------- | ---------- | ---------- | ----- |
| Аріса Го        | 500 м      | 37.983     | 15    |
| Нао Кодайра     | 500 м      | 38.09      | 17    |
| Міхо Такаґі     | 500 м      | 37.12      | 2     |
| Нао Кодайра     | 1000 м     | 1:15.65    | 10    |
| Міхо Такаґі     | 1000 м     | 1:13.19 OR | 1     |
| Аяно Сато       | 1500 м     | 1:54.92    | 4     |
| Міхо Такаґі     | 1500 м     | 1:53.72    | 2     |
| Нана Такаґі     | 1500 м     | 1:55.34    | 8     |
| Аяно Сато       | 3000 м     | 4:03:40    | 9     |
| Міхо Такаґі     | 3000 м     | 4:01.77    | 6     |
| Момока Хорікава | 5000 м     | 7:06.92    | 10    |
| Місакі Осіґірі  | 5000 м     | 7:01.17    | 8     |

Масстарт
| Спортсмен       | Дисципліна          | Півфінал | Півфінал | Півфінал | Фінал        | Фінал        | Фінал |
| Спортсмен       | Дисципліна          | Бали     | Час      | Місце    | Бали         | Час          | Місце |
| --------------- | ------------------- | -------- | -------- | -------- | ------------ | ------------ | ----- |
| Рьосуке Цутія   | Масстарт (чоловіки) | 7        | 7:48.43  | 6 Q      | 6            | 7:58.82      | 6     |
| Сейтаро Ітіноне | Масстарт (чоловіки) | 3        | 7:58.54  | 8 Q      | 3            | 7:58.82      | 8     |
| Аяно Сато       | Масстарт (жінки)    | 40       | 8:28.77  | 2 Q      | 3            | 8:16.94      | 8     |
| Нана Такаґі     | Масстарт (жінки)    | 0        | 9:10.03  | 14       | Не потрапила | Не потрапила | 27    |

Командні перегони переслідування
| Спортсмен                         | Дисципліна                               | Чвертьфінал | Чвертьфінал | Півфінал                                      | Фінал                  | Фінал |
| Спортсмен                         | Дисципліна                               | Час         | Місце       | Суперник Час                                  | Суперник Час           | Місце |
| --------------------------------- | ---------------------------------------- | ----------- | ----------- | --------------------------------------------- | ---------------------- | ----- |
| Аяно Сато Міхо Такаґі Нана Такаґі | Командні перегони переслідування (жінки) | 2:53.61     | 1 Q         | Олімпійський комітет Росії (ROC) W 2:58.93 FA | Канада (CAN) L 3:04.47 | 2     |